# Анновка (Брянковский городской совет)
Анновка (укр. Ганнівка) — посёлок, относится к Брянковскому городскому совету Луганской области Украины.

## Географическое положение
Посёлок вытянут вдоль берегов малой реки Ломоватки. Соседние населённые пункты: посёлки Новый и Глубокий, города Брянка на востоке, Алмазная на северо-востоке, посёлок Калиново (ниже по течению Ломоватки) на севере, село Веселогоровка на западе; посёлки Южная Ломоватка на юго-западе, Ломоватка на юге (оба выше по течению Ломоватки).
В Луганской области также существует одноимённый населённый пункт Анновка в Антрацитовском районе.

## История
Президиум Верховного Совета Украинской ССР указом от 23 мая 1978 года постановил в целях установления единого написания на русском языке населённых пунктов уточнить наименование поселка городского типа Ганновка и впредь именовать его Анновка.
В 1989 году численность населения составляла 448 человек.
По переписи 2001 года население составляло 359 человек.
По состоянию на 1 января 2013 года численность населения составляла 266 человек.
С весны 2014 года — под контролем самопровозглашённой Луганской Народной Республики.
К северу от населённого пункта располагается тренировочный полигон Народной милиции ЛНР.

## Местный совет
94194, Луганская обл., Брянковский горсовет, пгт. Южная Ломоватка, ул. Ульяновых, д. 2